# Jogos Paralímpicos de Inverno de 2010
Os Jogos Paraolímpicos de Inverno de 2010, oficialmente conhecidos como Jogos da X Paraolimpíada de Inverno, aconteceram em Vancouver e Whistler, na província canadense da Columbia Britânica, entre 12 e 21 de Março de 2010. A cerimônia de abertura foi realizada no estádio BC Place, em Vancouver, e o encerramento na Praça das Medalhas em Whistler.
Esta foi a segunda edição das Paraolimpíadas realizada no Canadá, depois das Paraolimpíadas de Verão de 1976 em Toronto.
Em 7 de Junho de 2006, o Príncipe Edward, como membro da Família Real do Canadá, e patrono da Associação Paraolímpica Britânica, hasteou a bandeira dos Jogos Paraolímpicos no Vancouver City Hall.

## Revezamento da tocha
O mesmo design da tocha olímpica foi usado, mas com outra cor (azul metálico como o logo das Paraolímpiadas). Em 3 de março de 2010, a tocha começou sua jornada atravessando o Canadá, saindo de Ottawa e indo até Vancouver. O revezamento teve por volta de 600 portadores em 10 cidades canadenses de três províncias:
- Ottawa – 3 de março
- Québec – 4 de março
- Toronto – 5 de março
- Esquimalt e Victoria – 6 de março
- Squamish, BC – 7 de março
- Whistler, BC – 8 de março
- Lytton e Hope – 9 de março
- Vancouver (Parque Riley) e Maple Ridge – 10 de março
- Vancouver (Universidade da Colúmbia Britânica) – 11 de março
- Vancouver – 12 de março (revezamento de 24 horas)

## Mascote
O mascote dos Jogos foi um animal híbrido chamado Sumi. Sumi foi baseado em lendas locais e é um espírito guardião com as asas de um pássaro trovão, corpo de um urso preto e um chapéu de baleia orca. Ele vive nas Montanhas da Colúmbia Britânica e é um ambientalista apaixonado. Foi a primeira mascote paraolímpica apresentada ao mesmo tempo do que a olímpica.
Para comemorar a realização do evento, 17 moedas comemorativas de dólar canadense foram lançadas em circulação. Duas delas tinham a temática de esportes paraolímpicos : curling em cadeira de rodas (lançada em 11 de julho de 2007) e a do hóquei sobre trenó (lançada em 18 de março de 2010, durante os Jogos). As moedas são sem a frase Dei Gratia Regina do seu lado reverso, fazendo com que estas sejam as primeiras moedas sem esta frase desde 1911.[carece de fontes?]

## Eventos

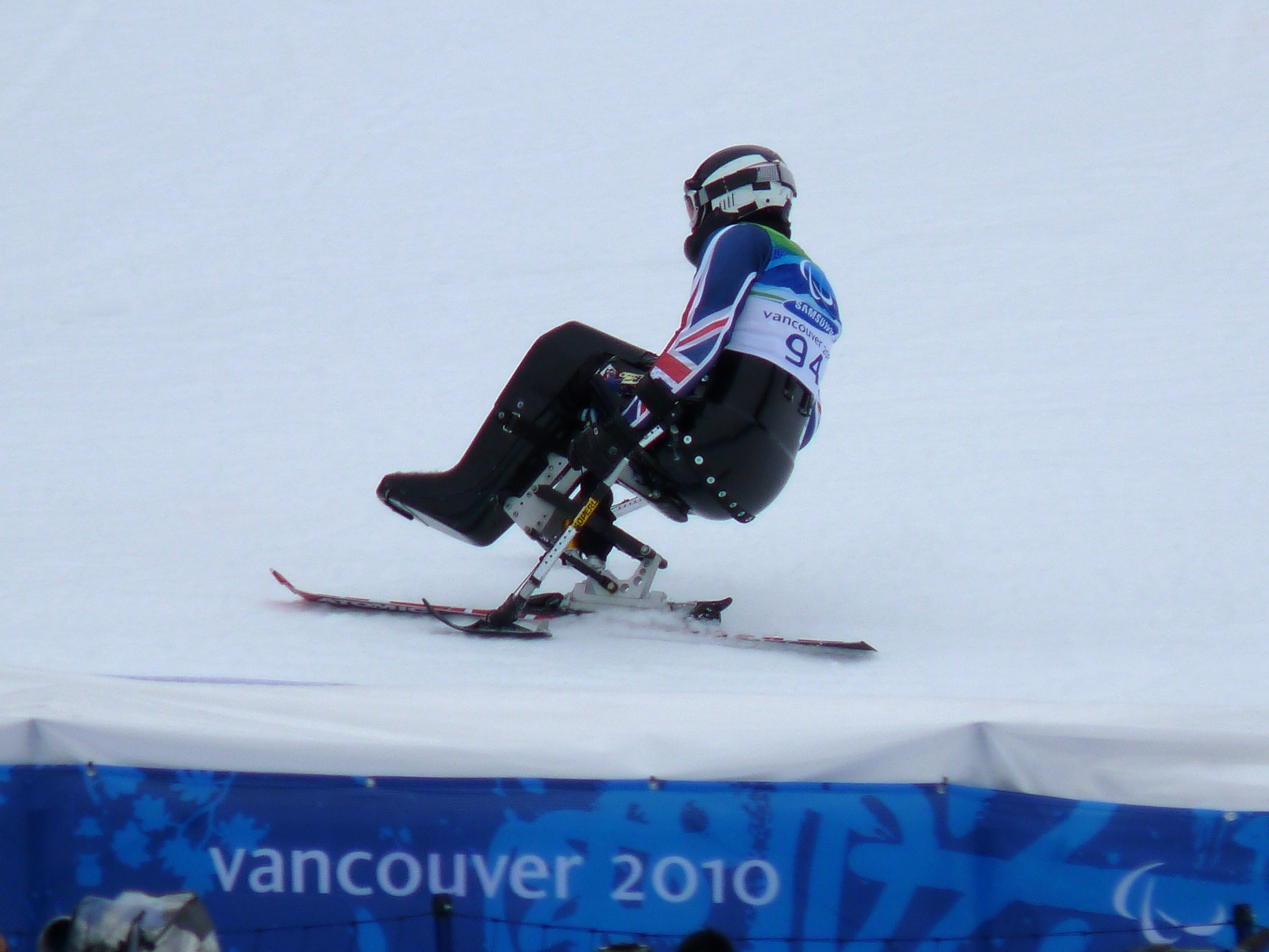
O slalom para atletas sentados foi um dos eventos do esqui alpino.

Cinco esportes estiveram no programa dos Jogos:
- Biatlo  (12)
- Curling em cadeira de rodas  (1)
- Esqui alpino  (30)
- Esqui cross-country  (20)
- Hóquei sobre trenó  (1)

## Delegações
Quarenta e quatro países enviaram atletas para os Jogos Paraolímpicos de 2010. Este foi um aumento de cinco países com relação a edição anterior em Turim. Quatro países participaram pela primeira vez dos Jogos: Argentina, Bósnia e Herzegovina, Romênia e Sérvia. Islândia e Países Baixos que não haviam participado em 2006 retornaram nesta edição. O único país que esteve presente em Turim e não participou nesta edição foi a Letônia.
O número entre parênteses indica o número de atletas por país.
| - RSA África do Sul (1) - GER Alemanha (20) - AND Andorra (2) - ARG Argentina (2) - ARM Armênia (2) - AUS Austrália (11) - AUT Áustria (19) - BEL Bélgica (1) - BLR Bielorrússia (9) - BIH Bósnia e Herzegovina (1) - BUL Bulgária (3) - CAN Canadá (46) - KAZ Cazaquistão (1) - CHI Chile (2) - CHN China (7) | - KOR Coreia do Sul (25) - CRO Croácia (4) - DEN Dinamarca (2) - SVK Eslováquia (13) - SLO Eslovênia (1) - ESP Espanha (5) - USA Estados Unidos (50) - FIN Finlândia (5) - FRA França (21) - GBR Grã-Bretanha (12) - GRE Grécia (2) - HUN Hungria (2) - IRI Irã (1) - ISL Islândia (1) - ITA Itália (35) | - JPN Japão (42) - MEX México (2) - MGL Mongólia (2) - NZL Nova Zelândia (2) - NOR Noruega (27) - NED Países Baixos (1) - POL Polônia (12) - CZE República Checa (19) - ROU Romênia (1) - RUS Rússia (31) - SRB Sérvia (1) - SWE Suécia (26) - SUI Suíça (15) - UKR Ucrânia (19) |

## Sedes

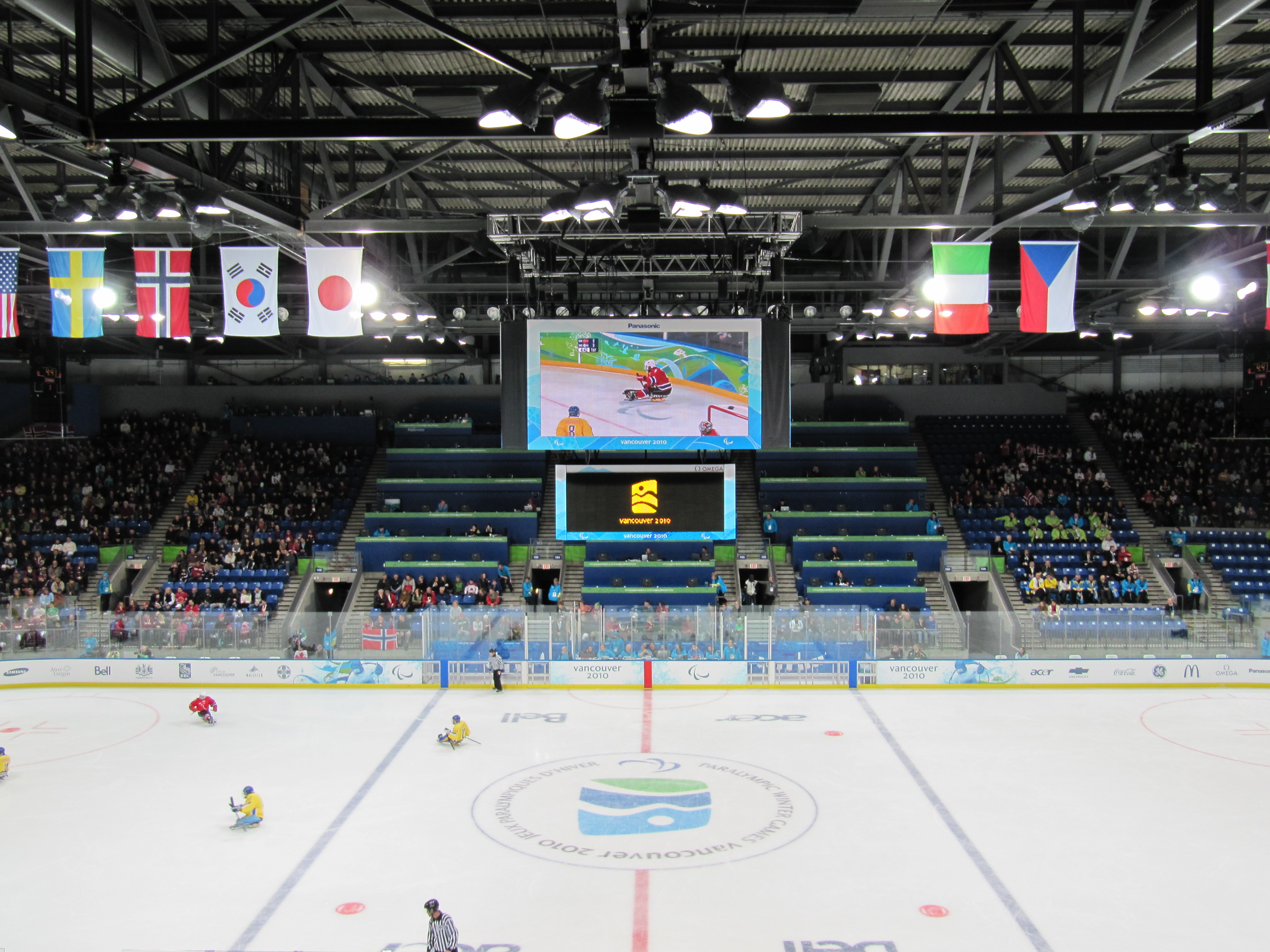
UBC Thunderbird Arena onde foram disputadas as partidas de hóquei sobre trenó.

Da mesma forma que nas Olimpíadas, foram usadas sedes em Vancouver e em Whistler. Não houve a necessidade de se construir arenas para o evento, já que a maioria estava em plenas condições de uso ou foi reformada. Vancouver sediou os esportes coletivos, enquanto Whistler sediou os eventos individuais.

### Locais de competição
Vancouver
- Centro Olímpico/Paraolímpico de Vancouver: construído especialmente para os Jogos, a arena foi sede do curling em cadeira de rodas.[5]
- UBC Thunderbird Arena: casa de equipes da liga universitária de hóquei no gelo da Universidade da Colúmbia Britânica, sediou os jogos do hóquei sobre o trenó.[6]

Whistler
- Whistler Creekside: esta estação sediou as provas do esqui alpino.[7]
- Parque Olímpico de Whistler: local que sediou o maior número de eventos dos Jogos, incluindo os doze eventos do biatlo e os vinte do esqui cross-country.[8]

### Sedes não-esportivas
- BC Place: arena de futebol americano que sediou a cerimônia de abertura. Foi a primeira cerimônia de abertura em arena coberta desde as Paraolímpiadas de Nagano em 1998.[9]
- Centro de Imprensa de Whistler: localizado no Centro de Conferências de Whistler.[10][11]
- Centro de Imprensa de Vancouver: localizado no Centro de Convenções de Vancouver.[10][11]
- Vilas Olímpicas: Por questões de distância, Vancouver e Whistler tiveram vilas olímpicas próprias.[12][13]
- Praça das Medalhas de Whistler: local onde ocorreram as cerimônias de premiação de alguns eventos realizados em Whistler e a Cerimônia de Encerramento.[14]

## Calendário
Esse foi o calendário das competições dos Jogos de 2010.
| ● | Cerimônia de abertura |  | Dia de competição |  | Dia de final | ● | Cerimônia de encerramento |

| Março                       | 12 | 13    | 14  | 15  | 16  | 17    | 18    | 19    | 20    | 21    | T  |
| --------------------------- | -- | ----- | --- | --- | --- | ----- | ----- | ----- | ----- | ----- | -- |
| Cerimônias                  | ●  |       |     |     |     |       |       |       |       | ●     |    |
| Biatlo                      |    | ● ● ● |     |     |     | ● ● ● |       |       |       |       | 12 |
| Curling em cadeira de rodas |    |       |     |     |     |       |       |       | ●     |       | 1  |
| Esqui alpino                |    |       | ● ● | ●   | ● ● | ●     | ● ● ● | ● ● ● | ● ● ● |       | 30 |
| Esqui cross-country         |    |       | ●   | ● ● |     |       | ● ● ● |       | ●     | ● ● ● | 20 |
| Hóquei sobre trenó          |    |       |     |     |     |       |       |       | ●     |       | 1  |
| Finais                      |    | 6     | 6   | 6   | 4   | 8     | 12    | 6     | 10    | 6     | 64 |

## Medalhas
Para ver o quadro completo, veja Quadro de medalhas dos Jogos Paraolímpicos de Inverno de 2010.
     País sede destacado.
| Ordem | País           | Medalha de ouro | Medalha de prata | Medalha de bronze |     |
| ----- | -------------- | --------------- | ---------------- | ----------------- | --- |
| 1     | GER Alemanha   | 13              | 5                | 6                 | 24  |
| 2     | RUS Rússia     | 12              | 16               | 10                | 38  |
| 3     | CAN Canadá     | 10              | 5                | 4                 | 19  |
| 4     | SVK Eslováquia | 6               | 2                | 3                 | 11  |
| 5     | UKR Ucrânia    | 5               | 8                | 6                 | 19  |
| TOTAL | TOTAL          | 64              | 65               | 63                | 192 |

## Destaques
Brian McKeever do Canadá tornou-se o primeiro atleta a ser convocado para uma Paraolímpiada de Inverno e uma Olimpíada de Inverno no mesmo ano, mas ele não competiu nos Jogos Olímpicos. Ele estava programado para competir nos 50 km, mas o técnico canadense o substituiu por atletas que tinham tido melhor desempenho nos outros eventos. Nas Paraolímpiadas ele ganhou três medalhas de ouro no esqui cross-country e competiu em dois do Biatlo.
A também canadense Viviane Forest se tornou a primeira para-atleta a ganhar uma medalha de ouro tanto nas Paraolímpiadas de Verão quanto nas Paraolímpiadas de Inverno. Forrest ganhou a medalha de ouro no downhill para deficientes visuais. Ela havia ganhado a medalha de ouro no golbol feminino em 2000 e 2004 .
Outra canadense, Lauren Woolstencroft quebrou o recorde de atleta com mais medalhas de ouro numa edição dos Jogos Paraolímpicos de Inverno, ganhando todos os cinco eventos do esqui alpino feminino em pé.